# Spilosoma castanea
Spilosoma castanea är en fjärilsart som beskrevs av George Francis Hampson 1893. Spilosoma castanea ingår i släktet Spilosoma och familjen björnspinnare. Inga underarter finns listade i Catalogue of Life.